# Gesine Strempel
Gesine Strempel (geboren 1. Juni 1940 in Berlin) ist eine deutsche Journalistin, Autorin, Moderatorin, Reporterin und Übersetzerin.

## Leben
Gesine Strempel hat eine fünf Jahre jüngere Schwester namens Holle. Von 1959 bis 1966 absolvierte Strempel das Studium der Publizistik, Amerikanistik, Kunstgeschichte und Theaterwissenschaften. 1997 erkrankte sie an Brustkrebs und unterstützt seitdem die Arbeit der Brustkrebs-Initiative. Zusätzlich engagiert sie sich bei dem Beratungszentrum für Menschen mit Essstörung „Dick & Dünn e. V.“. Zu ihren Hobbys zählen Laufen und Schwimmen. Gesine Strempel ist wohnhaft in Berlin und lebt in einer Beziehung.
Strempel begann 1967 zunächst als festangestellte, später als freie Autorin, Moderatorin und Reporterin für die frauenpolitische Sendung Zeitpunkte bei dem Kulturradio des SFB (später RBB). 1973 besuchte sie das internationale Frauenfilmseminar in Berlin und engagierte sich dafür, das Seminar auch in anderen Städten zu etablieren. Zusätzlich begann sie ihre Arbeit bei der Berliner Frauengruppe „Brot & Rosen“ und arbeitete laut Helke Sander an einem 

„Buch, das sich zum erstenmal mit den Folgen der hormonellen Verhütung kritisch befasste und die Frauenbewegung auch wegen mancher ihrer Forderungen kritisierte, z. B. die Pille auf Krankenschein zu fordern, weil auch die Kehrseite der Pille gesehen wurde, das nämlich gesunde junge Frauen ein nicht besonders erforschtes Medikament schlucken, um folgenlos mit einem Mann schlafen zu können.“

1974 gründete Helke Sander die feministische Filmzeitschrift Frauen und Film, bei der Gesine Strempel unentgeltlich mindestens zehn Stunden pro Woche mitwirkte. Die Zeitschrift forderte die sogenannte „Geschlechter-Parität“ in Gremien und Jurys. Das dazugehörige Flugblatt lag laut Helke Sander

„zum erstenmal 1975 zur Berlinale bei den berühmten Filmemacherinnenfrühstücken in Gesines Wohnung aus und wurde von vielen Kolleginnen damals noch heftigst angegriffen und belacht. Ein Effekt dieser Forderung nach Geschlechterparität damals war, dass Gesine durch ein paar uns unterstützende Männer in das Gremium der FFA, der Filmförderungsanstalt berufen wurde, wo sie sich – mehr oder weniger zunächst als einzige Frau und all die Jahre in der extremen Minderheit, zehn Jahre lang darum bemühte, ihre Jury-Kollegen darauf hinzuweisen, was an Stoffen, die Frauen eingereicht hatten, neu und interessant und förderungswürdig war. Auf diese Weise hat sie also dazu beigetragen, dass peu à peu auch ein paar Filmemacherinnen überhaupt daran denken konnten, bei Geldern von Institutionen berücksichtigt zu werden und ihre Stoffe bei der FFA einreichten.“

In einem Gespräch zwischen Helke Sander und Gesine Strempel über die Zeitschrift Frauen und Film um das Jahr 1980 konstatierte Gesine Strempel:

„Ich würde sagen, dass wir damals wie heute ein aktiver Teil der Frauenbewegung gewesen sind, auch wenn wir nie ins Frauenzentrum gegangen sind oder nie so richtig von der Frauenbewegung akzeptiert worden sind […] Die Frauenbewegung sagte, wir seien zu speziell, warum eine Zeitung über Film. Damals gab es ja nicht mal die „Courage“ oder die „Emma“ […] Wir haben doch auch damit nicht gegen die ganze Welt angekämpft, sondern wir haben, oder ich habe da in mir wieder Möglichkeiten entdeckt. Deswegen habe ich es gemacht und nicht, weil ich es der Welt beweisen wollte.“

Gesine Strempel hat von 1975 bis 1983 in fünf Filmen mitgespielt. Seit 1975 ist sie außerdem Übersetzerin für amerikanische bzw. englischsprachige Literatur.
Seit ca. 1999 lernt Gesine Strempel Hebräisch, fliegt häufig nach Israel und berichtet über das deutsch-israelische Verhältnis, mit besonderer Beachtung der Situation der Frauen. In Zusammenarbeit mit dem Verein „Ta Tzitzikia e. V.“, der sich für die „Planung, Förderung und Durchführung politischer, kultureller & sozialer Projekte“ einsetzt, moderierte sie in den 2000ern die Vorstellung des Buches Was ich den Juden schon immer mal sagen wollte, an dem sie mitgewirkt hat.
Im Dezember 2003 veröffentlichten Halina Bendkowski, Günter Langer und  Helke Sander einen offenen Brief an die damalige Integrationsbeauftragte Marieluise Beck, die Frauenministerin Renate Schmidt und die Justizministerin Brigitte Zypries als Reaktion auf die sogenannte „Kopftuch-Debatte“. Gesine Strempel unterzeichnete diesen Brief als 85. Sie kommentierte „Das Bündnis für Erziehung“ der Bundesministerin Ursula von der Leyen und andere Skandale, wie zum Beispiel die Prostituierten-Kokain-Skandale von Michel Friedman und Jörg Immendorff.
Im September 2011 fand der 23. Literatur-Marathon in der Kunstfabrik Schlot in Berlin statt, bei dem Gesine Strempel aus dem Buch Marathon Woman von Kathrine Switzer las, welches sie übersetzt hat.

## Auszeichnung
- 2006: Hedwig-Dohm-Urkunde des Journalistinnenbundes für ihr Lebenswerk[17]

## Filme
- 1975: Unter dem Pflaster ist der Strand
- 1978: Die allseitig reduzierte Persönlichkeit – Redupers
- 1981: Der subjektive Faktor
- 1981: Wie geht das Kamel durchs Nadelöhr?
- 1983: Peppermint Frieden

## Essays
- Sisterhood Is Powerful – It Kills You: „Frau und Film“ über sich von Claudia Lenssen und Gesine Strempel. In: Courage, 1977, H. 4, S. 51–52
- Was ich den Juden schon immer mal sagen wollte: Meinungen und Interviews. Hg. Nea Weissberg-Bon. Mitautorin Gesine Strempel. Lichtig 2002

## Übersetzungen
- Die Abtreibung, von Ray Karen. Bertelsmann Verlag, Gütersloh 1981
- Das Glück am Rande des Wassers, von Nancy Thayer. Deutscher Taschenbuch Verlag, dtv, München 1995
- Frauen aus guter Familie, von Nancy Thayer. Fischer, 1996
- Die Liebe im logischen Raum, von Rebecca Goldstein. dtv, 2002
- Drei Äpfel fielen vom Himmel, von Micheline Aharonian Marcom. C. Bertelsmann, 2002
- Die Eigenschaften des Lichts. Ein Roman um Liebe, Verrat und Quantenphysik, von Rebecca Goldstein. dtv, 2003
- Wen die Götter lieben, von Marti Leimbach. Übers. mit Cornelia Holfelder-von der Tann. Rowohlt, Reinbek 2003
- Eurydikes Augen, von Janina David. Bloomsbury TB, 2004
- Im Krieg und in der Liebe, von Anne Tyler. Übers. mit Christine Frick-Gerke. List, 2004
- Der lange Weg nach Haus, von Sue Miller. Bloomsbury, 2005
- Weine ruhig: Eine Geschichte vom Überleben, von Aliza Barak-Ressler. Bloomsbury, 2006
- Wir müssen über Kevin reden, von Lionel Shriver. Übers. mit Christine Frick-Gerke. List, 2006
- Glück, von Joan Barfoot. Atrium, Hamburg 2007
- Tag der Ankunft, von Anne Tyler. Übers. mit Christine Frick-Gerke. List, 2007
- Frauen, von Marilyn French. Übers. mit Barbara Duden, Monika Schmid. Rowohlt, Reinbek 2008
- Gebrauchte Welt, von Haven Kimmel. Atrium, Hamburg 2008
- Wahre Geschichten: Gedichte, von Margaret Atwood. Mit-Übers. Gesine Strempel. List Taschenbuch, 2008
- Payback: Schulden und die Schattenseite des Wohlstands, von Margaret Atwood. Übers. mit Bettina Abarbanell, Brigitte Walitzek. Berlin Verlag, 2009
- Spa-Geflüster, von Fay Weldon. Deutscher Taschenbuch Verlag, 2010
- Marathon Woman: Die Frau, die den Laufsport revolutionierte, von Kathrine Switzer. Spomedis, 2011